# Ikea (geslacht)
Ikea is een geslacht van vliesvleugeligen uit de familie Encyrtidae.

## Soorten
Deze lijst is mogelijk niet compleet.
- I. aurus Noyes, 2010
- I. pydrax Noyes, 2010